# St. Armand (New York)

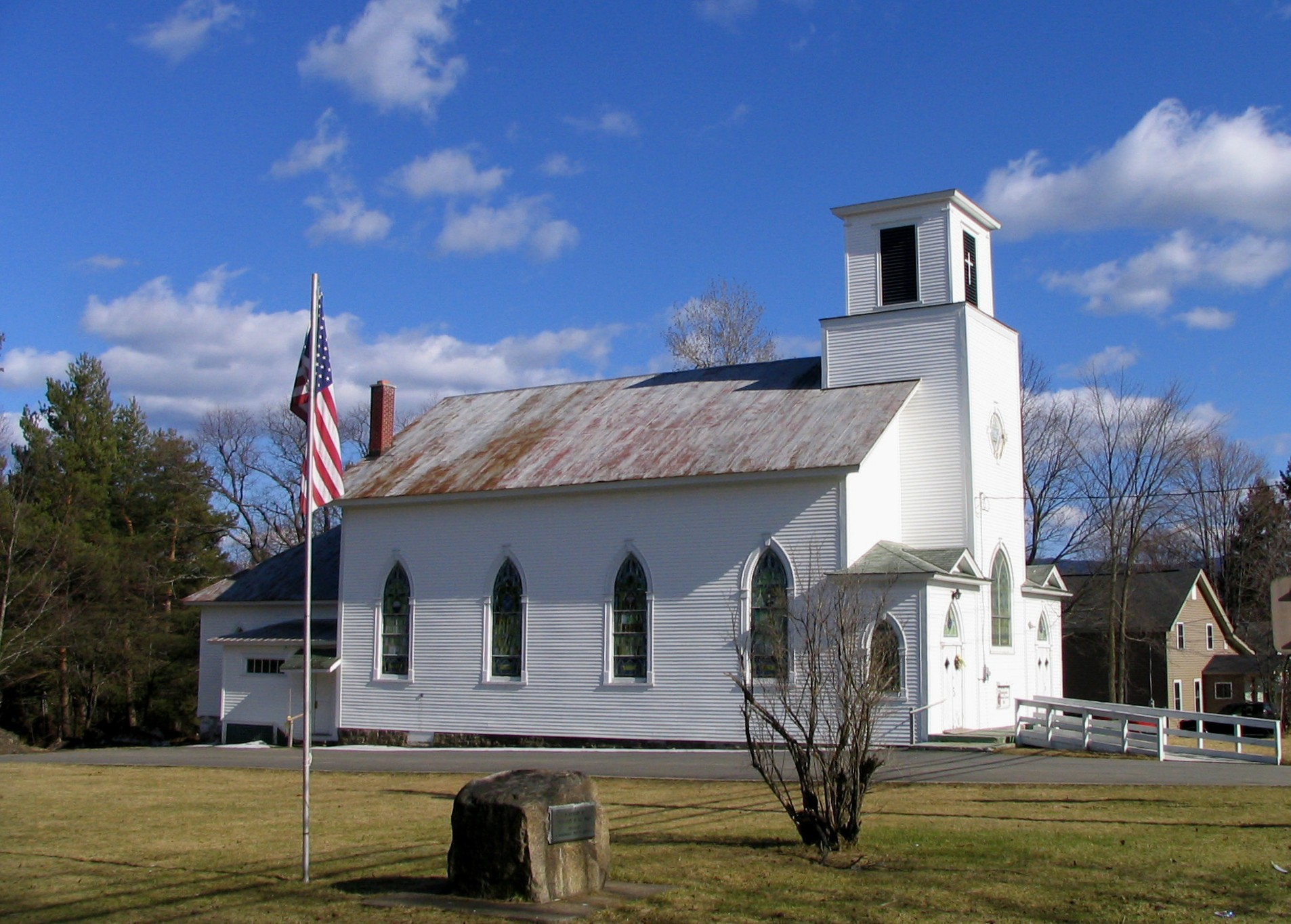
Église méthodiste de Bloomingdale.

St. Armand est une municipalité (town) américaine de l'État de New York, située dans le comté d'Essex.

## Géographie
La municipalité s'étend sur 148,79 km2 dans le parc Adirondack, au nord-est de l'État de New York, et comprend la partie nord du lac Placid,. Elle est arrosée par la Saranac et limitrophe du comté de Franklin à l'ouest et au nord. La principale localité est Bloomingdale, qui abrite le siège de l'administration municipale.
| Brighton     | Franklin   |            |
| Harrietstown | St. Armand | Wilmington |
| Saranac Lake | North Elba |            |

## Histoire
Le village voit le jour vers 1829 et doit son nom à un des premiers habitants originaire de Saint-Armand au Québec. L'activité primitive est la production de bois d'œuvre avant que l'agriculture ne devienne prédominante. En 1844, il est détaché de Wilmington.
En 1884, le Dr. Edward Trudeau est l'un des premiers à établir un sanatorium près du village de Saranac Lake.
En 1852, le village de Bloomingdale est érigée en municipalité, qui est dissoute en 1992.

## Politique et administration
La ville est administrée par un superviseur et un conseil municipal de quatre membres élus pour deux ans.